# Romana Tedjakusuma
Romana Tedjakusuma (ur. 24 lipca 1976) – indonezyjska tenisistka.
W profesjonalnych zawodach zadebiutowała mając trzynaście lat, w 1990 roku, na turnieju ITF w Dżakarcie. W 1993 i 1994 roku brała udział jako juniorka w turniejach wielkoszlemowych. W 1993 roku, razem z partnerką Park Sung-hee doszła do półfinału juniorskiego Wimbledonu. W 1994 roku trzykrotnie brała udział w  turniejach seniorskich, a największym jej sukcesem było dotarcie do trzeciej rundy Australian Open.
W 1996 roku reprezentowała swój kraj na Olimpiadzie w Atlancie, gdzie razem z partnerką Yayuk Basuki doszła do drugiej rundy turnieju deblowego, przegrywając w niej z parą czeską Janą Novotną i Heleną Sukovą.
Uczestniczyła też w rozgrywkach Pucharu Federacji, reprezentując swój kraj w latach: 1993, 1994, 1995, 1996, 2001, 2005 i 2006.
W 2005 roku brała udział w Igrzyskach Azji Południowo-Wschodniej, na których zdobyła złoty medal w grze deblowej (w parze z Wynne Prakusyą) i srebrny w grze singlowej. Dwa lata później, na tych samych igrzyskach zdobyła srebrny medal w deblu (razem z Sandy Gumulyą) oraz brązowy w singlu.
W sumie w swojej karierze wygrała sześć turniejów singlowych i dziewiętnaście deblowych rangi ITF oraz jeden deblowy cyklu WTA.

## Wygrane turnieje singlowe
|    | Data       | Turniej   | Kat. | ($)    | Naw.   | Finalistka         | Wynik                   |
| 1. | 01/02/1993 | Bandar    | ITF  | 10 000 | twarda | Suvimol Duangchan  | 6:1, 6:2                |
| 2. | 15/02/1993 | Bandung   | ITF  | 10 000 | twarda | Madoka Kuki        | 6:2, 6:0                |
| 3. | 29/03/1993 | Bangkok   | ITF  | 10 000 | twarda | Nicole Pratt       | 6:3, 6:2                |
| 4. | 06/11/2000 | Bandung   | ITF  | 10 000 | twarda | Chae Kyung-yee     | 2:4, 5:5, 4:2, 4:5, 4:1 |
| 5. | 02/07/2001 | Amsterdam | ITF  | 10 000 | ziemna | Ilona Wiśniewskaja | 3:6, 6:4, 7:6           |
| 6. | 07/11/2006 | Dżakarta  | ITF  | 25 000 | twarda | Ayu Fani Damayanti | 6:2, 6:1                |